# Хидрохелиев йон
Хидрохелиевият йон е катион, получен от взаимодействието на хелия с протона. Той е най-силната позната киселина. Този йон още се нарича хидрохелиев молекулярен йон. Бил е открит през 1925 г. Неутралната молекула е нестабилна.